# Ixodes minutae
Ixodes minutae este o specie de căpușe din genul Ixodes, familia Ixodidae, descrisă de Joseph Charles Arthur în anul 1959. Conform Catalogue of Life specia Ixodes minutae nu are subspecii cunoscute.